# Meghan Addy
Pour les articles homonymes, voir Addy.
Meghan Addy (née le 22 mai 1978) est une athlète américaine, spécialiste du 400 mètres haies.

## Biographie
Elle remporte la médaille de bronze du relais 4 × 400 mètres lors des Championnats du monde en salle 2003, à Birmingham, aux côtés de Monique Hennagan, Brenda Taylor et Mary Danner.

### Palmarès
| Date | Compétition                    | Lieu       | Résultat | Épreuve   |
| ---- | ------------------------------ | ---------- | -------- | --------- |
| 2003 | Championnats du monde en salle | Birmingham | 3e       | 4 × 400 m |

### Records
| Épreuve     | Performance | Lieu        | Date        |
| ----------- | ----------- | ----------- | ----------- |
| 400 m       | 53 s 70     | Greeley     | 3 mai 2002  |
| 400 m haies | 55 s 70     | Braaschaart | 6 août 2004 |